# 皮佐納 (加利福尼亞州)
皮佐納（英語：Pizona）是位於美國加利福尼亞州莫諾縣的一個非建制地區。該地的面積和人口皆未知。

## 地理
皮佐納的座標為37°58′18″N 118°33′29″W / 37.97167°N 118.55806°W，而該地的平均海拔高度為2145米（即7037英尺）。